# Харрингтон, Скотт
Скотт Харрингтон (англ. Scott Harrington; 10 марта 1993, Кингстон, Канада) — профессиональный канадский хоккеист, защитник. Игрок клуба НХЛ «Анахайм Дакс».

## Игровая карьера

### Клубная карьера
Скотт Харрингтон в сезоне 2008/09 провел два матча за «Кингстон Вояджерс» в Юниорской хоккейной лиге Онтарио в регулярном чемпионате. До этого он выступал за команду Большого Кингстона. После победы в плей-офф в составе «Вояджерс», Харрингтона на драфте ОХЛ выбрал в первом раунде под общим 19 номером клуб «Лондон Найтс».
По итогам сезона 2009/10 Харрингтон попал в первую сборную новичков ОХЛ. Он сыграл в 55 матчах, набрал 14 (1+13) очков и показатель полезности «+25». В первом раунде плей-офф «Лондон» обыграл «Гелф Сторм», но во втором уступил «Китченер Рейнджерс».
В сезоне 2010/11 Харрингтон пропустил только один матч регулярного сезона ОХЛ. «Найтс» заняли последнее место в Западной конференции, дающее право участвовать в плей-офф. В играх на вылет «Лондон» в первом раунде уступил будущему победителю команде «Оуэн-Саунд Аттак». На драфте НХЛ Харрингтон был выбран во втором раунде клубом «Питтсбург Пингвинз». 26 июля он подписал с «Питтсбургом» трёхлетний контракт новичка.
В 2012 и 2013 годах Харрингтон вместе с «Лондоном» дважды выиграл Кубок Джей Росса Робертсона, в 2012 году играл в финале Мемориального кубка, дважды был выбран в первую сборную всех звёзд ОХЛ. 28 мая 2013 года Харрингтон перешёл в фарм-клуб «Питтсбурга» «Уилкс-Барре/Скрэнтон Пингвинз» и принял участие в двух матчах плей-офф АХЛ. Он отличился в первом же матче на профессиональном уровне заброшенной шайбой в ворота «Сиракьюз Кранч» в финале Восточной конференции.
В первом полном профессиональном сезоне Харрингтон был единственным игроком в «Уилкс-Барре», кто отыграл все 76 матчей регулярного чемпионата. В плей-офф он набрал одно очко за результативную передачу в 16 матчах, а «Пингвинз» во второй раз подряд дошли до финала Восточной конференции.
В сезоне 2014/15 Харрингтон несколько раз вызывался в «Питтсбург». В НХЛ он дебютировал 18 декабря в матче против «Колорадо Эвеланш».
1 июля 2015 года «Питтсбург» обменял Харрингтона, нападающих Ника Сполинга и Каспери Капанена, а также право выбора в третьем раунде драфта 2016 года и условное право выбора в первом раунде в «Торонто Мейпл Лифс» на нападающих Фила Кессела и Тайлера Биггса, защитника Тима Эриксона и условное право выбора во втором раунде драфта. За «Торонто» Харрингтон дебютировал в первом матче сезона 2015/16 против «Монреаль Канадиенс».

### В сборной
Харрингтон играл за юниорскую сборную Канады на Мемориале Глинки в 2010 году, где выиграл золотую медаль. В составе молодёжной сборной Харрингтон играл на чемпионатах мира в 2012 и 2013 годах, в 2012 году стал обладателем бронзовой медали.